# Jair Pereira
Jair Pereira da Silva, detto Jair Pereira (Santos, 29 maggio 1946), è un allenatore di calcio ed ex calciatore brasiliano.

## Carriera

### Club
Ha giocato come attaccante per Santa Cruz, Olaria, Vasco da Gama e Bangu nella Série A brasiliana.

### Allenatore
Una volta ritiratosi dall'attività agonistica, ha intrapreso la carriera da allenatore, iniziando dal Ponte Preta per poi allenare il Campo Grande; guidò la selezione del Brasile under 20 alla vittoria del primo titolo mondiale di categoria nel 1983. Nel 1986 allenò in Arabia Saudita ed Emirati Arabi Uniti prima di tornare in patria, dove vinse prima il campionato Paulista nel 1988 e successivamente la Coppa del Brasile 1990; nel 1993 allenò per un breve periodo l'Atlético de Madrid.
L'anno seguente all'esperienza spagnola guidò il Vasco da Gama al terzo campionato Carioca consecutivo; negli anni seguenti allenò varie squadre in giro per il Brasile, non ottenendo risultati degni di particolare nota, se non un vice-campionato Paranaense nel 1997; nel 1999 si trasferì nuovamente all'estero, al Cerro Porteño, in Paraguay. Nel 2008 ha allenato l'Itumbiara, squadra del campionato Goiano arricchita da diversi giocatori dal passato significativo in Série A.

## Palmarès

### Giocatore

#### Club
- Campionato Pernambucano: 1

Santa Cruz: 1973

#### Nazionale
- Campionato mondiale Under-20: 1

Messico 1983

### Allenatore

#### Competizioni statali
- Campionato paulista: 1

Corinthians: 1988
- Campionato Mineiro: 3

Atlético-MG: 1989, 1991
Cruzeiro: 1992
- Campionato Carioca: 1

Vasco da Gama: 1994

#### Competizioni nazionali
- Coppa del Brasile: 1

Flamengo: 1990

#### Competizioni internazionali
- Supercoppa Sudamericana: 1

Cruzeiro: 1992